# Oussama Kassir
Oussama Abdallah Kassir född 12 januari 1966 i Beirut, är en islamist med ursprung i Libanon som dömts av USA skyldig till terroristbrott. Kassir dömdes för medverkan i ett träningsläger för terrorister i delstaten Oregon.

## Brott i Sverige
Kassir har dömts för olika brott flera gånger i Sverige.
1991 dömdes Kassir i Sverige till sex års fängelse för narkotikabrott, ett straff som avtjänades på Österåker. 2003 prövades de amerikanska anklagelserna om terrorism i Sverige av svensk åklagare, men bedömning var att bevisen inte räckte till åtal, däremot dömdes Kassir till 10 månaders fängelse för vapenbrott och våld mot tjänsteman.
USA begärde Kassir utlämnad för att ställas inför rätta i USA, men svenska åklagare bedömde att det inte gick att bevisa brott.

## Brott i USA
Kassir greps på Prags flygplats 12 december 2005, på väg till Beirut, eftersom han var efterlyst av Interpol på grund av att federala åklagare i USA utfärdat arresteringsorder. Han anklagades av USA för medhjälp till terroristbrott (conspiring to support terrorism) och utlämnades till USA 25 september 2007. Det brott Kassir anklagades för var att ha byggt upp ett träningsläger för terrorister i den amerikanska delstaten Oregon på USA:s västkust.
Kassir ställdes inför rätta vid den federala domstolen District Court, Southern District of New York i april 2009.

### Dom
12 maj meddelade domstolen att en jury befunnit Kassir skyldig på samtliga elva åtalspunkter. Domen blev livstids fängelse.
Enligt den svenska terroristexperten Magnus Ranstorp skiljer sig beviskraven mellan amerikanska och europeiska domstolar, vilket är förklaringen till att Kassir inte kunde ställas inför rätta i Sverige eller utlämnas till USA.